# 齋藤日向
齋藤 日向（さいとう ひゅうが、1998年6月18日 - ）は、新潟県長岡市出身のフットサル選手。シュライカー大阪所属。ポジションはアラ。

## 経歴

### ユース時代
長岡市立与板小学校2年時に与板スポーツ少年団でサッカーを始めた。長岡市立与板中学校在学時には長岡ビルボードFCJrユースに所属し、その後帝京長岡高等学校に進学した。2016年12月に帝京長岡高校が全国高等学校サッカー選手権大会に出場した際には左サイドバックを務めていた。
小学生の時からサッカーと並行してフットサルも行っており、2016年8月に開催された第3回JFA 全日本U-18フットサル大会では帝京長岡高校として優勝するとともに、自身は大会最優秀選手に選ばれた。帝京長岡高校時代の2017年3月にはU-20フットサル日本代表候補のトレーニングキャンプに選出されている。

### シニア時代
高校卒業後の2017年にFリーグのシュライカー大阪に加入した。2021年11月13日のY.S.C.C.横浜戦ではFリーグ通算100試合出場を達成した。2021-22シーズンには20試合に出場して5得点を挙げた。
2022年3月、日本代表のアラブ首長国連邦(UAE)遠征に招集された。同年5月にはAFCフットサルアジアカップ予選のための日本代表に招集されていたが、左足関節前下脛腓靭帯断裂・左足関節前距腓靭帯損傷・両足関節三角骨障害で全治4か月の大怪我を負った。

## 所属クラブ
サッカー
- 与板スポーツ少年団
- 長岡ビルボードFCJrユース
- 帝京長岡高等学校サッカー部

フットサル
- シュライカー大阪